# 高橋陽一
高橋 陽一（たかはし よういち、1960年7月28日 - ）は、日本の元漫画家・創作活動家・経営者。男性。東京都葛飾区四つ木出身。東京都立南葛飾高等学校卒業。元妻は声優の日比野朱里（旧名：小粥よう子）。血液型はA型。
主にスポーツを題材とした作品を執筆している。代表作はサッカーを題材にした作品『キャプテン翼』。
2024年4月、漫画家引退を表明。ただし、創作活動全てから引退するのではなく、マイペースで絵やストーリー制作を今後も継続する意向である。

## 来歴
1980年、『週刊少年ジャンプ』において読み切り作品『キャプテン翼』でデビュー。翌年、同作品で連載開始。同作品は人気を博し、1983年にテレビ東京系でアニメ化された。『キャプテン翼』の最初のアニメ化で翼役を演じた小粥よう子（現・日比野朱里）と結婚したが、2014年頃に離婚。
現在のサッカー選手には『キャプテン翼』に影響された少年たちも多い。
スフィアリーグに参加する芸能人女子フットサルチーム「南葛シューターズ」の監督や葛飾区のサッカークラブチーム「南葛SC」の後援会会長も務め、南葛SCのJリーグ加盟に必要な運営法人の代表取締役も務めている。また、『Road to 2002』では翼がFCバルセロナで入団し活躍することから、2004年2月16日にFCバルセロナ会長から直々に招待され、VIP席で試合を観戦したこともある。また、FCバルセロナのライバルであるレアル・マドリードの会長（当時）からは「なぜツバサをうちのチームに入れてくれなかったんだ」というコメントを受けている。
さらに作中で翼がバルセロナに入団した際、バルセロナのスポンサーであるナイキ社から「翼のスパイクをアディダス社からナイキ社に変更してほしい」という要望を受けたがこれを固辞している。これに関して高橋は、『週刊ヤングジャンプ』誌の取材で「僕はアディダスのファンなので」と語っている。
2006年には漫画家として異例のCM出演に留まらず、翼との共演を果たした。
サッカー漫画での成功が知られるが、スポーツ全般を好み中学生時代は卓球部に、高校時代は軟式野球部に所属。昭和時代に水道橋の後楽園スタヂアムを本拠地としていた日本ハムファイターズ（現・北海道日本ハムファイターズ）の大ファンである。1980年代は自身の持つ草野球チームに熱中しており、少年ジャンプの作家仲間である次原隆二を自チームの投手として誘い、集英社内のバスケットボール部にも一緒に参加していた。『エース!』連載中も草野球チームやソフトボールのチームをいくつか掛け持つほか、テニス愛好家でもある。
また、漫画以外でもフランスのプロサッカークラブ、グルノーブル・フット38のイメージキャラクターも手がけている。さらに、イラク復旧活動の際には自衛隊側からの依頼で「イラクの子供に喜んで受け入れてもらうため」に、自衛隊の車両に『キャプテン翼』のキャラクターを描くなど、執筆活動以外の活動も行っている。2009年には、オリンピックの東京招致活動の一環であるメッセージフラッグに、「大空翼」と「若林源三」のイラストとメッセージを書き込んだ。
2008年6月18日J2第18節横浜FC対徳島ヴォルティス戦より、横浜FCマッチデープログラム内に『はばたけ蹴太』を全13回計26ページにて連載、雑誌以外の連載物は初となった。
2011年には女子W杯に出場した日本女子代表の激励のため開催国ドイツに赴く。その際、翼と澤穂希をモデルにした応援キャラクターの『楓ちゃん』を書き込んだ日の丸をチームに寄贈した。その後日本が女子W杯初優勝を果たした際、澤もこの日の丸を身にまとってウイニングランを行っている。
2015年2月、一般社団法人日本フットゴルフ協会アンバサダーに就任。2018年12月27日、葛飾区名誉区民として顕彰された。
2023年6月、日本サッカー殿堂を受賞した。授賞理由として、上記「キャプテン翼」を通して多くの少年・少女らにサッカーを普及させ、またこの作品を通してプロのサッカー選手になった選手も多く、日本サッカーの普及に貢献するだけでなく、全世界でもコミックスが全9,000万部以上を発行。テレビアニメも全世界で放映されており、世界的なサッカー選手を輩出するきっかけを作り、影響を与えたことが評価された。
2024年4月、漫画家引退を表明。7月より「キャプテン翼原画展 〜FINAL そして未来へ！〜」が日本橋三越本店で開催。高橋はトークショーを行った。原画展は2025年以降全国巡回する予定。
2024年10月、第9回澄和Futurist賞を受賞。

## 作品リスト

### 連載漫画
- キャプテン翼（1981年 - 1988年） - 種目：男子サッカー
- 翔の伝説（1988年 - 1989年） - 種目：テニス
- エース!（1989年 - 1991年） - 種目：野球
- CHIBI（1992年 - 1993年） - 種目：ボクシング
- キャプテン翼 ワールドユース編（1994年 - 1997年） - 種目：男子サッカー
- -蹴球伝-フィールドの狼 FW陣!（1999年） - 種目：サッカー
- ハングリーハート WILD STRIKER（『週刊少年チャンピオン』、2002年 - 2004年） - 種目：サッカー
- キャプテン翼 -ROAD TO 2002-（2001年 - 2004年） - 種目：男子サッカー
- キャプテン翼 -GOLDEN 23-（2005年 - 2008年） - 種目：男子サッカー
- キャプテン翼 海外激闘編 IN CALCIO 日いづる国のジョカトーレ（2009年） - 種目：男子サッカー
- キャプテン翼 海外激闘編 EN LA LIGA（2010年 - 2011年） - 種目：男子サッカー
- 誇り 〜プライド〜（2011年 - ）種目：サッカー
- キャプテン翼 ライジングサン（2014年 - 2023年） - 種目：男子サッカー
- キャプテン翼 ライジングサン THE FINAL（2023年 - 2024年） - 種目：男子サッカー
- キャプテン翼 ライジングサン FINALS(ネームのみ)（2024年 - 連載中） - 種目：男子サッカー
- ブラサカブラボー（2017年[23] - ） - 種目：ブラインドサッカー[24]

### 短編漫画
- 100Mジャンパー - 種目：スキージャンプ
- キャプテン翼関連作品
  - キャプテン翼（読切版、短編集『100Mジャンパー』に収録）
  - ボクは岬太郎
  - キャプテン翼 ワールドユース特別編 最強の敵!オランダユース
  - キャプテン翼 海外激闘編 EN LA LIGA 最終章（2012年）
  - キャプテン翼短編集 DREAM FIELD - 現在2巻が刊行されている。
- -卒業- 100MジャンパーII（読切版、短編集『ボクは岬太郎』に収録） - 種目：スキージャンプ
- BASUKE-バスケ-（読切版、短編集『ボクは岬太郎』に収録） - 種目：バスケットボール
- キーパーコーチ - 種目：サッカー
- 攻・守!-KOSHU!-（読切版、短編集『キーパーコーチ』に収録） - 種目：サッカー
- 北壁ダウンヒラー（読切版、短編集『キャプテン翼 ワールドユース特別編 最強の敵!オランダユース』に収録） - 種目：アルペンスキー
- CHIBI（読切版、短編集『キャプテン翼 ワールドユース特別編 最強の敵!オランダユース』に収録） - 種目：ボクシング
- 昴（すばる）（読切版、短編集『100Mジャンパー』に収録） - 種目：ボクシング
- 初恋同士（読切版、短編集『100Mジャンパー』に収録） - 種目：剣道
- 轟元太一本勝負（読切版、短編集『100Mジャンパー』に収録） - 種目：柔道

### 小説
- ゴールデンキッズ（ゴマブックス、2008年7月） - 種目：サッカー
  - 表紙の絵や挿絵も高橋が手掛ける。ゴールキーパーを主人公にした作品
- サッカー少女 楓（講談社、2011年8月） - 種目：女子サッカー

### 自叙伝
- キャプテン翼のつくり方（2018年7月、リピックブック）

### キャラクターデザイン
- SR孫堅（猛虎蹴撃）/EX（SR）孫権（守刀防御） - 三国志大戦（2017年）[25]
- カラマール - WOWOWサッカーのオリジナルキャラクター（2020年）[26]

### その他
- 中央国際高等学校校歌の作詞

## メディア出演

### CM
- TOYOTA「トビラを開けよう」キャンペーン（2006年）
- brazuca Around The World: Japan -- adidas Football adidas Youtube（2014年）
- 東京ガス「東京ガスの電気」『バーバースガ　自由化ショット』編（2016年1月1日 - ） - 床屋の客 役
  - CM内の漫画『副キャプテン自由化[27]』は高橋本人の描きおろし[28]。
- indeed（2018年）

### テレビ番組
- 漫画家 高橋陽一が選ぶ！UEFA EURO ™ ベストマッチセレクション 2008年大会 決勝 ドイツvsスペイン（2020年4月15日、WOWOWライブ）※リピート放送あり[26]
- 1億人の大質問!?笑ってコラえて!（2025年1月29日、日本テレビ） - 「1年たったらこうなりましたの旅・「漫画家」編」に出演[29]

### 師匠
- 平松伸二[2] - ドーベルマン刑事からリッキー台風迄アシスタントに就く。平松の自伝的作品『そしてボクは外道マンになる』には高橋も登場する[30]。

### アシスタント
- 和月伸宏[31]
- 小泉ヤスヒロ[32]
- 戸田邦和[33]